# Anthidium florentinum
Anthidium florentinum är en biart som först beskrevs av Fabricius 1775.  Anthidium florentinum ingår i släktet ullbin, och familjen buksamlarbin. Inga underarter finns listade i Catalogue of Life.

## Beskrivning
Arten är svart med gula tecken. Clypeus  är helt gul både hos honan och hanen. På buken har honan en scopa, en hårsamling som används för att samla in pollen, som är gulaktig till vit. Hanarna har vit till grå behåring på bakkroppens sidor. Honan har karakteristiska, tandade utskott baktill på tergiterna 5 och 6, medan hanen har liknande utskott på tergiterna 4 till 7 (speciellt tydliga på den bakersta tergiten, nummer 7). Ovanligt bland solitära bin är att hanen är större än honan; hanen är mellan 14 och 20 mm lång, honan mellan 13 och 15 mm.

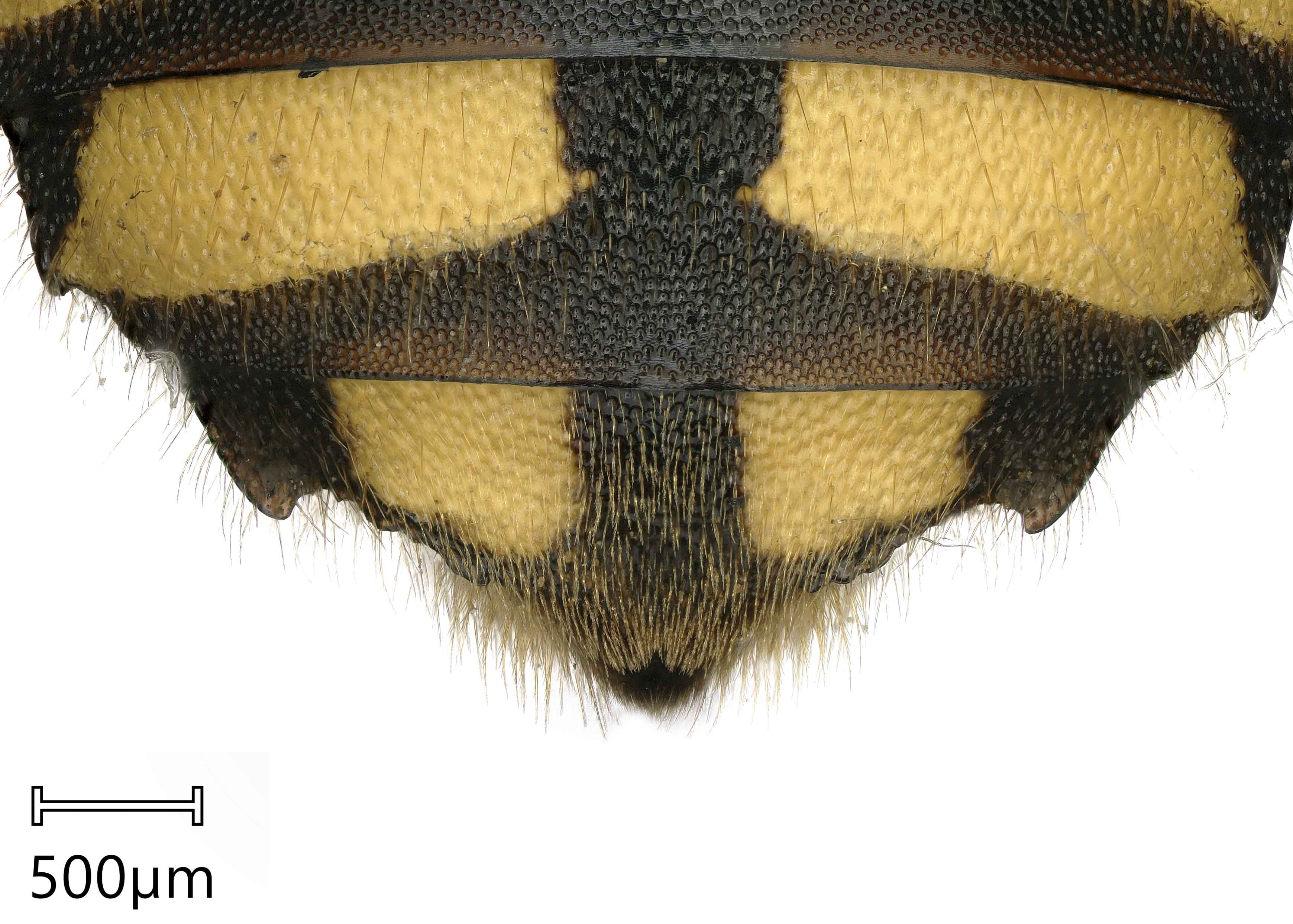
Bakkroppsutskott hona
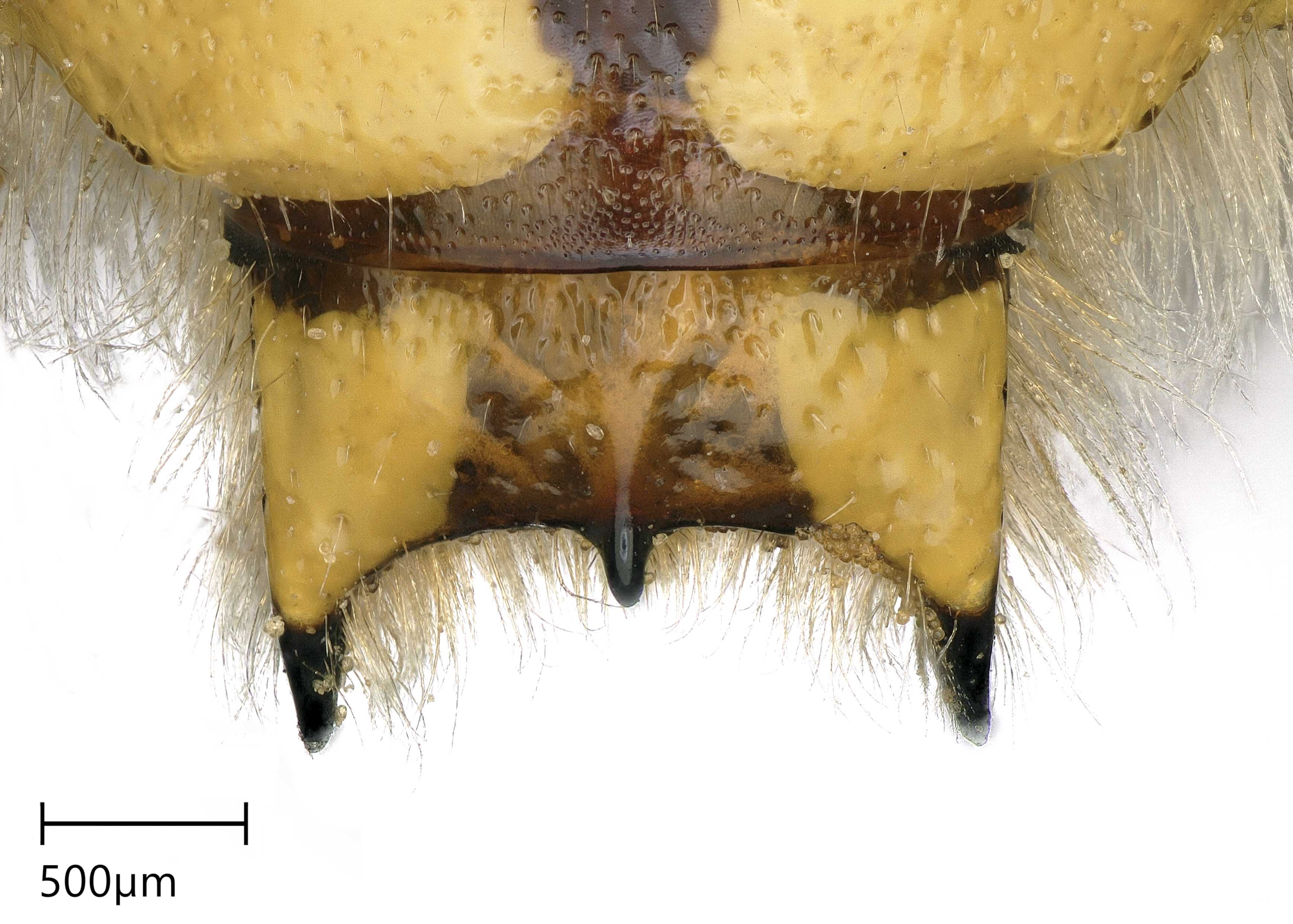
Bakkroppsutskott hane

## Utbredning
Artens ursprungliga utbredningsområde är området kring Medelhavet söderut till Nordafrika, norrut till Centraleuropa samt österut via Turkiet, Syrien, Israel och Palestina till Centralasien och Kina. Den har oavsiktligt introducerats till USA och Brasilien, samt på senare år (2012) till Kanada med början i Montreal.

## Ekologi
Arten är ett solitärt bi som flyger i juli och augusti. Den är polylektisk, den söker pollen och nektar från värdväxter som tillhör flera olika familjer. De vanligaste är ärtväxter och kransblommiga växter, men den besöker också rosväxter (bland annat hallonsläktet), korgblommiga växter, amarantväxter och flenörtsväxter. Arten anses vara en viktig pollinatör av blålusern, även om hanarnas revirhävdande hindrar något mer utvecklat, kommersiellt utnyttjande.
Hanarna hävdar som sagt revir. De hindrar andra insekter, inklusive hanar av den egna arten, att besöka "sina" värdväxter. Honor släpps däremot igenom, och den revirhävdande hanen parar sig med dem på värdväxten. Vanligt är, att hanarna avsiktligt "rammar" de inkräktande insekterna och biter tag i deras framben.
Honan bygger larvbon ovan jord i sprickor i trä och liknande material, eller i övergivna insektsbon nära artens värdväxter. Larvcellerna, som ligger på rad i boet, är konstruerade av mjuka plantfibrer, fyllda med en blandning av pollen och nektar, och med ett ägg i varje cell. Bona kan parasiteras av pansarbin, vars larver dödar värdägget eller -larven, så att de själva kan leva av det insamlade matförrådet.